# Mancomunidad Las Cuatro Riberas
La Mancomunidad Las Cuatro Riberas es una agrupación voluntaria de municipios para la gestión en común de determinados servicios de competencia municipal, creada por varios municipios en la provincia de León, de la comunidad autónoma de Castilla y León, España.

## Municipios integrados
La Mancomunidad Las Cuatro Riberas está formada por los siguientes municipios:
- Castrillo de la Valduerna
- Palacios de la Valduerna
- Quintana y Congosto
- Riego de la Vega
- San Cristóbal de la Polantera
- Santa Elena de Jamuz
- Santa María de la Isla

## Sede
Sus órganos de gobierno y administración tendrán su sede en la localidad de Riego de la Vega.

## Fines
- Recogida y transporte de residuos sólidos urbanos.
- Mantenimiento y conservación de los servicios de alumbrado público.
- Abastecimiento domiciliario de agua de consumo humano.
- Servicios sociales y culturales.
- Promoción del desarrollo local.
- Servicio de asistencia técnico-urbanística.
- Protección del medio ambiente.[4]

## Estructura orgánica
El gobierno, administración y representación de la Mancomunidad corresponden a los siguientes órganos:
- Presidente.
- Vicepresidentes.
- Consejo Directivo.
- Asamblea de Concejales.